# ケヴィン・エアーズ
ケヴィン・エアーズ（Kevin Ayers、1944年8月16日 - 2013年2月18日）は、イングランド、ケント州ハーン・ベイ出身の作曲家、シンガー。初期のイギリス・サイケデリック・ムーブメントや、カンタベリー・ミュージックに深く関わった人物。
1960年代に於けるサイケデリック・バンド期のソフト・マシーンの創設者の一人であり、バンドではベースとボーカルを担当した。ソフト・マシーン脱退後はソロに転じ、独特のバリトンボイスを聴かせた。ソロのバックバンドでは、マイク・オールドフィールドが在籍していたことでも有名。

## 経歴
ケント州出身。6歳の時に家族とともにマレーシアに移住して、12歳まで暮らした。
帰国後、ケント州に戻ってエセックスのハイスクールに進学したが、16歳で中退して放浪の旅に出た。バンドに加入して音楽活動を始めるまで、スペインのイビサ島やマヨルカ島、モロッコなどを何度となく放浪した。旅先で身に着けた無国籍的な感性は、彼の音楽をニュアンスに富んだものにしたと言われる。
18歳の頃にマリファナを巡るトラブルからロンドンを離れ、州都カンタベリーに居住した。ロバート・ワイアットの母親が経営する下宿屋「ウェリントン・ハウス」に寄宿し、ワイアットやマイク・ラトリッジらと出会う。互いの才能に触発された彼らは、1964年にワイルド・フラワーズを結成。
1966年、エアーズとワイアット、ラトリッジはデヴィッド・アレンを迎えてソフト・マシーンを結成。エアーズはメンバーとして再びロンドンに拠点を戻した。彼等は、サイケデリック・シーンにおいて大きな注目を浴びた。
1968年、ソフト・マシーンはザ・ジミ・ヘンドリックス・エクスペリエンスの前座でアメリカ・ツアーを二度行うが、このツアーで精神を消耗したエアーズは、1968年12月に脱退。ベース・ギターをザ・ジミ・ヘンドリックス・エクスペリエンスのミッチ・ミッチェルに売り払うと、ガールフレンドとともに再びイビサ島へと隠遁する。
同島で自分のペースを取り戻すと、よりシンプルなソングライティングの才能を発揮し始め、1969年にアルバム『おもちゃの歓び』でソロ・デビュー。以降、バンド「ザ・ホール・ワールド」（Kevin Ayers And The Whole World）やソロ名義でコンスタントにアルバムリリースを続け、一部に根強いファン層を開拓した。アンディ・サマーズ、オリー・ハルソールとも活動。エアーズの片腕として知られるようになったハルソールとの関係は、1974年から彼が1992年に死去するまで続いた。
1974年6月1日、ロンドンのレインボウ・シアターで、ブライアン・イーノ、ジョン・ケイル、ニコとコンサートを開催。この模様はライブ・アルバム『悪魔の申し子たち〜その歴史的集会より』(1974年）として発表され、ワイアットやマイク・オールドフィールドらゲストの参加が話題を呼んだ。
1990年代の中頃、イビサ島からイギリスに戻り、その後フランス南部に移って、終生を現地の住居で過ごした。最後の作品は、2007年9月リリースの『アンフェアグラウンド』である。
2013年2月18日、フランスの自宅で死去。68歳没。枕元には「燃えないと、輝くことはできない」というメモがあったという。

## ディスコグラフィ

### ソフト・マシーン
- 『ソフト・マシーン』 - The Soft Machine（1968年） ※旧邦題『アート・ロックの彗星』

### ソロ・アルバム
- 『おもちゃの歓び』 - Joy of a Toy (1969年)
- 『月に撃つ』 - Shooting at the Moon (1970年)
- 『彼女のすべてを歌に』 - Whatevershebringswesing (1971年)
- 『いとしのバナナ』 - Bananamour (1973年)
- 『夢博士の告白』 - The Confessions of Dr. Dream and Other Stories (1974年)
- 『スウィート・デシーヴァー』 - Sweet Deceiver (1975年)
- 『きょうはマニャーナで』 - Yes We Have No Mañanas (So Get Your Mañanas Today) (1976年)
- 『レインボウ・テイクアウェイ』 - Rainbow Takeaway (1978年)
- 『ザッツ・ホワット・ユー・ゲット・ベイブ』 - That's What You Get Babe (1980年)
- 『ダイアモンド・ジャック・アンド・ザ・クイーン・オブ・ペイン』 - Diamond Jack and the Queen of Pain (1983年)
- 『ディア・ヴュ』 - Deia...Vu (1984年)
- 『アズ・クローズ・アズ・ユー・シンク』 - As Close As You Think (1986年)
- 『フォーリング・アップ』 - Falling Up (1988年)
- 『スティル・ライフ・ウィズ・ギター』 - Still Life with Guitar (1992年)
- 『アンフェアグラウンド』 - The Unfairground (2007年)

### コンピレーション・アルバム
- 『不思議のヒット・パレード』 - Odd Ditties (1976年) ※レア＆未発表曲集
- 『コレクション』 - The Kevin Ayers Collection (1983年)
- 『バナナ・プロダクションズ』 - Banana Productions: The Best of Kevin Ayers (1989年)
- Document Series Presents Kevin Ayers (1992年)
- 『ベスト・オブ・ケヴィン・エアーズ』 - The Best of Kevin Ayers (2000年)
- Didn't Feel Lonely Till I Thought of You: The Island Records Years (2004年)
- 『バナナのひとりごと』 - What More Can I Say ... (2008年)
- Songs For Insane Times: An Anthology 1969–1980 (2008年)
- The Harvest Years (2012年) ※5CDボックス・セット

### ライブ・アルバム
- 『悪魔の申し子たち〜その歴史的集会より』 - June 1, 1974 (1974年) ※with ニコ、ジョン・ケイル、ブライアン・イーノ
- 『ライヴ・イン・コンサート』 - BBC Live in Concert (1992年)
- 『ファースト・ショウ・イン・ザ・アピアランス・ビジネス』 - First Show in the Appearance Business: The BBC Sessions 1973–1976 (1996年)
- 『シンギング・ザ・ブルース』 - Singing the Bruise: The BBC Sessions, 1970–1972 (1998年)
- 『トゥー・オールド・トゥー・ダイ・ヤング』 - Too Old to Die Young: BBC Live 1972–1976 (1998年)
- 『イン・バナナ・ホリーズ』 - Banana Follies (1998年) ※with アーキボールド
- 『ターン・ザ・ライツ・ダウン』 - Turn the Lights Down (2000年) ※with ウィザード・オブ・トゥイドリー
- 『アライヴ・イン・カリフォルニア』 - Alive In California (2004年)
- 『BBC セッションズ 70-76』 - BBC Sessions 1970–1976 (2005年)
- 『ハイド・パーク・フリー・コンサート 1970』 - Hyde Park Free Concert 1970 (2014年)

### コラボレーション・アルバム
- 『堕落詩人』 - Lady June's Linguistic Leprosy (1974年) ※with レディ・ジューン、ブライアン・イーノ
- 『ガーデン・オブ・ラヴ』 - The Garden of Love (1997年) ※with マイク・オールドフィールド、ロバート・ワイアット、デヴィッド・ベッドフォード、ロル・コックスヒル。日本盤はケヴィン・エアーズ&ザ・ホール・ワールド名義
- The Happening Combo (2017年) ※with レディ・ジューン、オリー・ハルソール

## 日本公演
- 1988年
- 1992年
- 2002年
- 2004年